# Korrelationsgradmesser

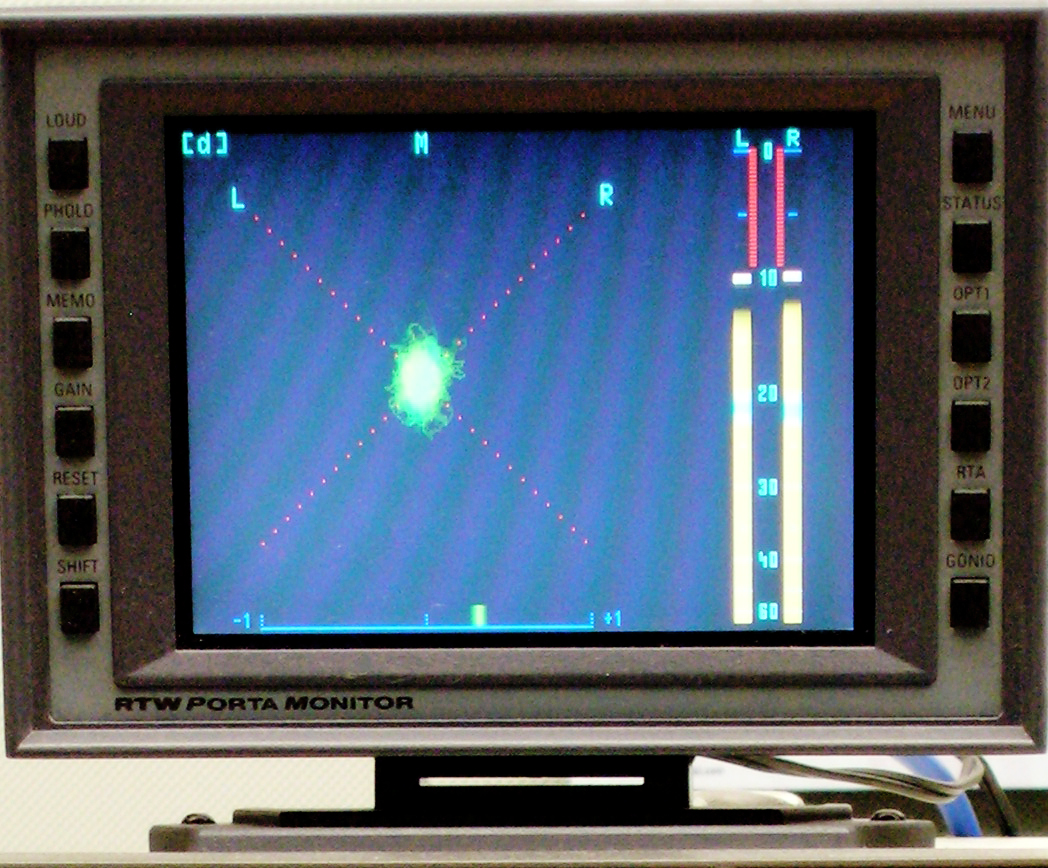
Grafischer Korrelationsgradmesser (Goniometer) bei einem Rundfunksender

Ein Korrelationsgradmesser oder bei einer grafischen Darstellung als Goniometer oder als Stereosichtgerät (SSG) bezeichnet, englisch Vector Scope, ist ein elektrisches Messgerät in der Tontechnik, mit dem die Beziehungen zwischen den beiden Kanälen (rechts und links) einer Stereo-Audioaufnahme messtechnisch festgestellt werden können.

## Grundlagen
Gedacht ist dieser Phasenindikator allein zur Kontrolle der Koinzidenzstereofonie mit Koinzidenzmikrofonen, wenn also allein Pegeldifferenzen und kein Laufzeitanteil vorhanden ist, wobei die Unterschiede der Amplituden (Pegel) der beiden Kanäle absolut nicht zur Bewertung herangezogen werden. Es lassen sich auch Fehler wie beispielsweise der Ausfall eines Kanals sowie verpolte Stereosignale feststellen.

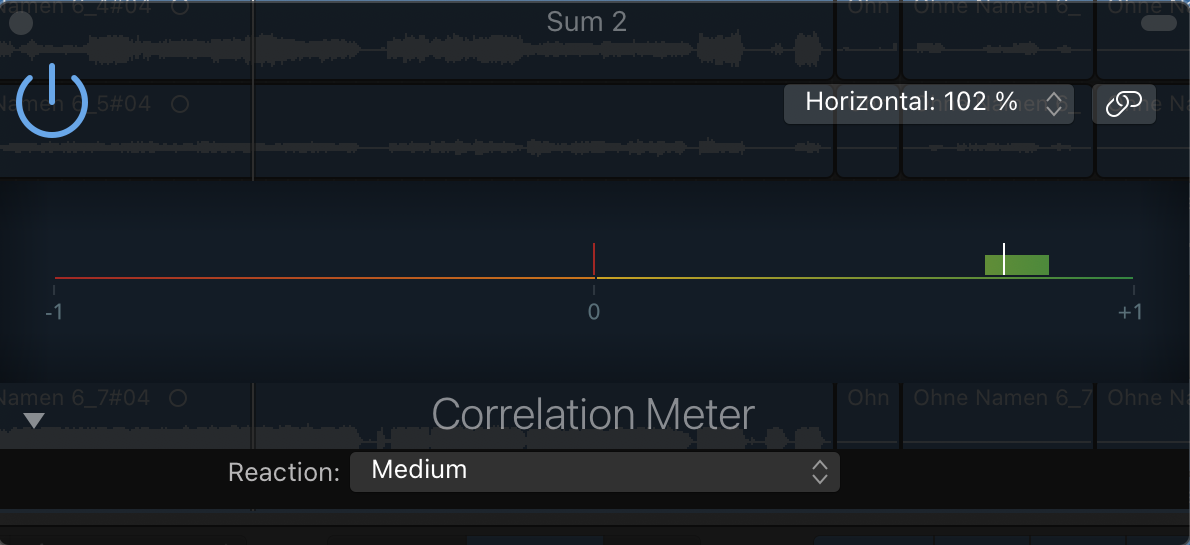
Korrelationsgradmesser in der DAW-Software Logic Pro

Zu diesem Zweck werden die Phasenbeziehungen beider Kanäle, das heißt die Gleichheit bzw. Andersartigkeit ihrer Signale mittels der Korrelation in Beziehung gesetzt. Die Darstellung kann als Zeigerdarstellung (r = cos {\displaystyle \phi }) oder in grafischer Form wie bei einem Goniometer erfolgen. Die grafische Darstellung hat den Vorteil, dass der Informationsgehalt besser erkannt werden kann.
Besonders wichtig ist die Messung zur Beurteilung der Monokompatibilität des Materials, da bei der Monowiedergabe eines Stereosignals beide Kanäle zusammengemischt werden. Dieses ist auch für heutige Musikproduktionen noch wichtig, da zahlreiche Geräte nur monophone Wiedergabe erlauben (z. B. Mobiltelefone, Bluetooth- oder WLAN Lautsprecher, sowie „Küchenradios“ o. ä.). Bei gegenläufigen Phasenbeziehungen kommt es dabei zu Auslöschungen, die das Klangbild negativ beeinflussen. Im Extremfall ist bei komplett gegenläufigen Signalen das Ergebnis beim „Monoabhören“ eben Stille.
Der Korrelationsgrad ist nicht abhängig vom Pegelverhältnis der beiden Signale. Bei Aufnahmen mit Laufzeitstereofonie hat der Korrelationsgrad keine besonders hohe Aussagekraft, da immer nur zeitgleiche Signale verglichen werden. Trotzdem wird der Korrelationsgrad hier meistens größer Null sein, da tiefe Frequenzen (also größere Wellenlängen) aufgrund der weniger ins Gewicht fallenden Laufzeitunterschiede stärker korreliert sind.

## Messwerte
Die ermittelten Werte bedeuten dabei folgendes:
| Korrelationsgrad  | Erläuterung |
| ----------------- | --- |
| +1                | Identische Signale in beiden Kanälen. Dadurch entsteht auch auf Stereogeräten ein Monoklangbild, da keine unterschiedlichen Signale wiedergegeben werden.                                                    |
| zwischen +1 und 0 | Ein (mehr oder weniger) monokompatibles Stereosignal ist vorhanden. |
| 0                 | Signale sind sehr unterschiedlich, oder ein Kanal fehlt. |
| zwischen 0 und −1 | Ein Stereosignal ist vorhanden, das nicht monokompatibel ist. Das bedeutet, dass das Stereosignal als Monosignal nicht brauchbar und vermutlich zu leise ist.                                                |
| −1                | Auf beiden Kanälen sind gleiche Signale, aber auf einem Kanal ist das Signal verpolt, z. B. als Folge von vertauschten Anschlussleitungen in einem der beiden Signalwege. Kein monokompatibles Stereosignal. |